# Aurora Borealis (программа)
Aurora Borealis (с лат. — «северное сияние») — компьютерная шашечная программа. Разработчик Александр Свирин, Якутск. Фактически, первая широко распространенная программа для работы с базами партий в 64-клеточные шашки, аналогична шахматным Chess Base (Fritz), российской Chess Assistant. На момент создания первой ДОС-версии (1999) уже существовала программа для баз партий в русские шашки СПИРТ Сергея Бобровского, автора игровой программы Agafonov Draughts, но проект, не получив распространения, быстро прекратил существование. Тем временем в Авроре добавляются другие виды шашек, вначале 64-клеточные, затем 100, 144 и 80, появляется Windows-версия. Отличительная особенность программы — все виды шашек собраны в одном модуле программы, в то время как в других проектах разные виды шашек представляют собой отдельные программы (например, серии программ Plus, WinDames, более современные Торнадо, Эдэон).
Текущая версия (3.7 — январь 2016) работает уже с 14 системами шашечной игры, наиболее популярными в мире:
- на 64-клеточной доске — русские, бразильские, итальянские, чешские, американский пул, англо-американский чекерс, испанские, тайские, турецкие;
- на 80-клеточной доске — «спанциретки»;
- на 100-клеточной доске — международные, международные киллер, фризийские;
- на 144-клеточной доске — канадские шашки;

Ближайший аналог по функциональности по работе с базами — голландская Turbodambase Клааса Бора, популярна в основном в 100-клеточные шашки. В русские шашки в настоящее время также несколько программ имеют развитые средства работы с базами партий (Эдэон, Торнадо, Тоша).
Размер базы данных партий в шашки в настоящее (2015) время:
- русские шашки — около 110 тысяч партий (основной вклад в развитие базы сделал игр Александр Кандауров, проект shashki.com, позднее данная база также стала использоваться всеми остальными программами в русские шашки),
- чекерс (английские шашки) — более 30 тыс. (основано на проекте OCA — Open Checkers Archive),
- бразильские шашки — около 19 тысяч (проект Бразильской федерации шашек),
- итальянские шашки — около 6,5 тысяч.,
- чешские шашки — 2,2 тысячи,
- международные шашки — более 260 тысяч партий (вероятно, основано на базе Turbodambase прошлых версий).

Собственный игровой и аналитический движок программы относительно слаб (тем не менее, входит в десятку лучших шашечных программ), но, программа позволяет подключать для игры и анализа другие, более сильные внешние модули (иные программы, только в версии 2.х)-
- Kallisto, разработчик Игорь Коршунов — для игры в русские, бразильские шашки, пул,
- KingsRow, разработчик Ed Gilbert, для игры в англо-американские, итальянские шашки.

Аврора имеет собственные эндшпильные базы, одни из наиболее крупных в мире:
- в 64-клеточные шашки (русские, бразильские) — полные 10-фигурные базы, в остальные виды — 9-фигурные
- в 80-клеточные шашки — единственная в мире 8-фигурная база
- в 100-клеточные шашки — на момент создания вторая в мире полная 8-фигурная база (после программы KingsRow)

При генерации эндшпильных баз использовался классический backtracking алгоритм, но была применена иная схема индексации, нежели применявшаяся до этого для генерации сверхбольших шашечных эндшпильных баз схема, описанная в проекте Chinook. В случае Авроры эндшпили с простыми шашками разделяются на классы не по наиболее продвинутой шашке, а по темповому числу позиции.
Программа широко распространена на территории бывшего СССР, в Италии, Бразилии. В 2008 году была номинирована на премию «Софт года» от mail.ru.

## Спортивные достижения
- 2 место на чемпионате Европы (27-28 января 2007, Москва)[7]
- 5 место на I Чемпионате мира по русским шашкам среди компьютерных программ (20-21 января 2008, Москва)
- 4 место в турнире среди программ по бразильским шашкам (4-5 апреля 2015, Курник, Польша)[8]
- 2 место в неофициальном чемпионате мира (4 декабря 2015 — 1 февраля 2016, Курник, Польша) Архивная копия от 20 февраля 2020 на Wayback Machine